# هینتون، آلبرتا
هینتون، آلبرتا (به انگلیسی: Hinton, Alberta) یک منطقهٔ مسکونی در کانادا است که در آلبرتا واقع شده‌است. هینتون ۹٬۸۸۲ نفر جمعیت دارد و ۹۹۰ متر بالاتر از سطح دریا واقع شده‌است.